# IBM 1800

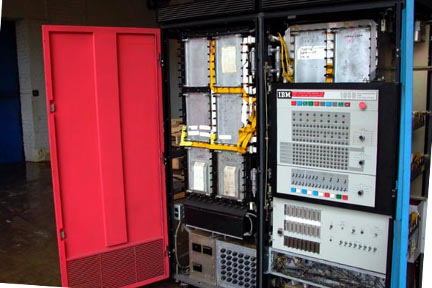
Un IBM 1800 con las tapas abiertas.

El Sistema de Control y Adquisición de Datos IBM 1800 (DACS, por sus siglas en inglés) fue una variante de control de procesos del IBM 1130 con dos instrucciones extra (CMP y DCM) y capacidades adicionales de E/S. A diferencia del 1130, el cual era una unidad más del tipo de escritorio, el 1800 estaba montado sobre racks los cuales eran algo más altos que los bastidores utilizados por los sistemas S/360 de la misma época, pero las puertas internas y las fuentes de alimentación eran muy parecidos. Muchos gabinetes de 1800 muestran una marca distintiva en la parte superior, sobre las rejillas de ventilación, cuando los operarios descubrían que las puertas de la sala de computadoras eran más bajas que los gabinetes del 1800.

## General
El IBM 1800 DACS consistía de:
- D/A Convertidor (Digital-Analógico)
- A/D Convertidor (Analógico-Digital)
- IBM 1801 Controlador de Procesos Controller, con panel del operador
- IBM 1802 Controlador de Procesos Controller, con panel del operador, para incluir adaptadores para el 2401/2402
- IBM 1803 Core Storage Addition
- IBM 1826 Chasis de expansión de E/S (usado para comunicaciones de E/S, canales System/360, 279x)
- IBM 1828 Unidad de Expansión de PRocesos (usada para convertidores D/A o A/D, o para alojar multiplexores 1851 y/o 1854; había un RPQ para la unidad remota 1828)
- IBM 1810 Unidad de Disco (equivalente al 2310 del System/360)
- IBM 1816 Impresora con Teclado (Impresora del Sistema)
- IBM 1851 Multiplexor análogo de relés
- IBM 1854 Multiplexor análogo de estado sólido
- IBM 1894 Número de modelo genérico para muchas características de hardware RPQ del 1800
- IBM 1053 Impresora
- IBM 1054 Lector de cinta de papel
- IBM 1055 Perforadora de cinta de papel.
- IBM 1442 Unidad lectora/perforadora de tarjetas
- IBM 1443 Impresora
- IBM 1627 Plóter
- IBM 2401 o 2402 Unidad de Cinta Magnética (su adaptador incluía un IBM 1802)
- IBM 2311 DASD (conectado via un Unidad de Control IBM 2841, más tarde acoplado a un canal en el IBM 1826), el sistema operativo MPX podía mapear hasta dos discos 1810 por cada 2311, el mapeo de la unidad 1810 era visto como un juego de datos DSCB Form 5 para el SO S/360)
- IBM 2260 CRT (conectado a través de una Unidad de Control IBM 2848, más tarde acoplado a un canal en el IBM 1826)

## Sus usos
El Sistema 1800 fue usado principalmente en plantas de procesos industriales alrededor del mundo, como la instalada en el Alto Horno Nº 5 de los talleres de la Compañía de Aceros Kawasaki, en la Prefectura de Chiba, ahora parte del Grupo JFE. En noviembre de 2008 cuatro IBM 1800 se mantenían en funcionamiento en la Pickering Nuclear Generating Station en Pickering, Ontario, Canadá.